# (555) Norma
(555) Norma – planetoida z pasa głównego asteroid.

## Odkrycie
(555) Norma została odkryta 14 stycznia 1905 roku w Landessternwarte Heidelberg-Königstuhl w Heidelbergu przez Maxa Wolfa. Nazwa planetoidy pochodzi od tytułowej bohaterki opery Norma napisanej przez Vincenza Belliniego. Przed jej nadaniem planetoida nosiła oznaczenie tymczasowe (555) 1905 PT.

## Orbita
(555) Norma okrąża Słońce w ciągu 5 lat i 249 dni w średniej odległości 3,18 j.a. Należy do planetoid z rodziny Themis.